# Торнимпарте
Торнимпарте (итал. Tornimparte) је насеље у Италији у округу Л'Аквила, региону Абруцо.
Према процени из 2011. у насељу је живело 3042 становника. Насеље се налази на надморској висини од 874 м.

## Становништво
Према резултатима пописа становништва 2011. у општини је живело 3.096 становника.
| 1931. | 1936. | 1951. | 1961. | 1971. | 1981. | 1991. | 2001. | 2011. |
| ----- | ----- | ----- | ----- | ----- | ----- | ----- | ----- | ----- |
| 3.739 | 3.905 | 3.783 | 3.508 | 3.021 | 2.944 | 3.016 | 2.958 | 3.096 |